# Jean-Jules-Antoine Lecomte du Noüy

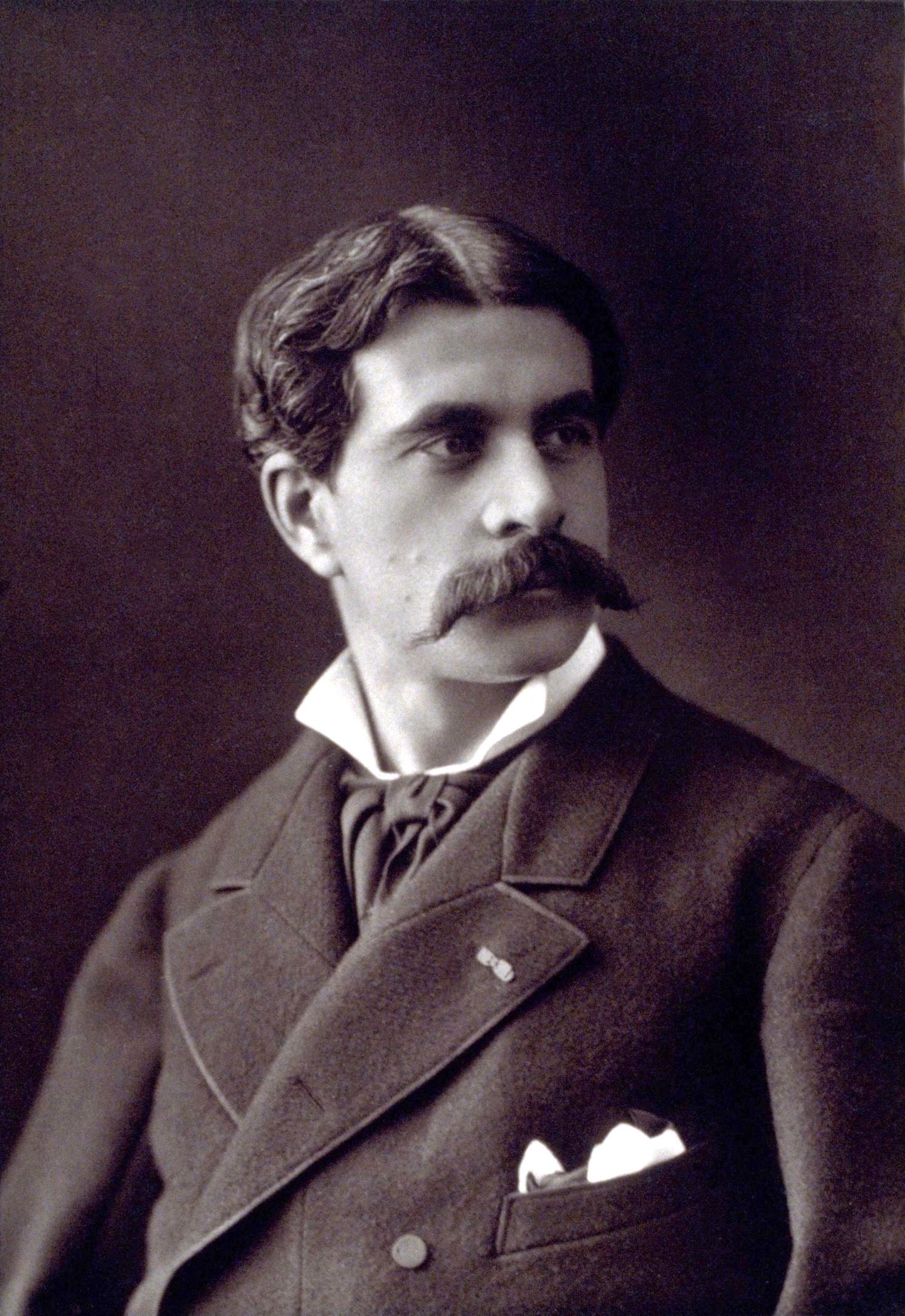
Jean-Jules-Antoine Lecomte du Noüy (gefotografeerd door Nadar

Jean-Jules-Antoine Lecomte du Noüy (Parijs, 10 juni 1842 - aldaar, 19 februari 1923) was een Franse oriëntalististische kunstschilder en beeldhouwer.
Lecomte du Noüy was achtereenvolgens een leerling van Charles Gleyre (1806-1874), Emile Signol (1804-1892) en Jean-Léon Gérôme (1824-1904).
In 1872 kocht de Franse staat zijn schilderij De Brengers van slecht nieuws voor het Palais du Luxembourg, in 1873 De Tovenaar voor het Museum voor Schone Kunsten te Reims en in 1874 Eros Cupido voor het Museum voor Schone Kunsten te Tours.
Eveneens in 1873 kreeg Lecomte du Noüy opdracht van het Parijse stadsbestuur om twee grote composities voor de Église de la Sainte-Trinité te maken, die hij enige jaren later zou afleveren: De heilige Vincent bekeert de galeigevangenen (1876) en De heilige Vincent ondersteunt de Elzassers en Lotharingers na de oorlog van 1637 (1879).

Schilderijen
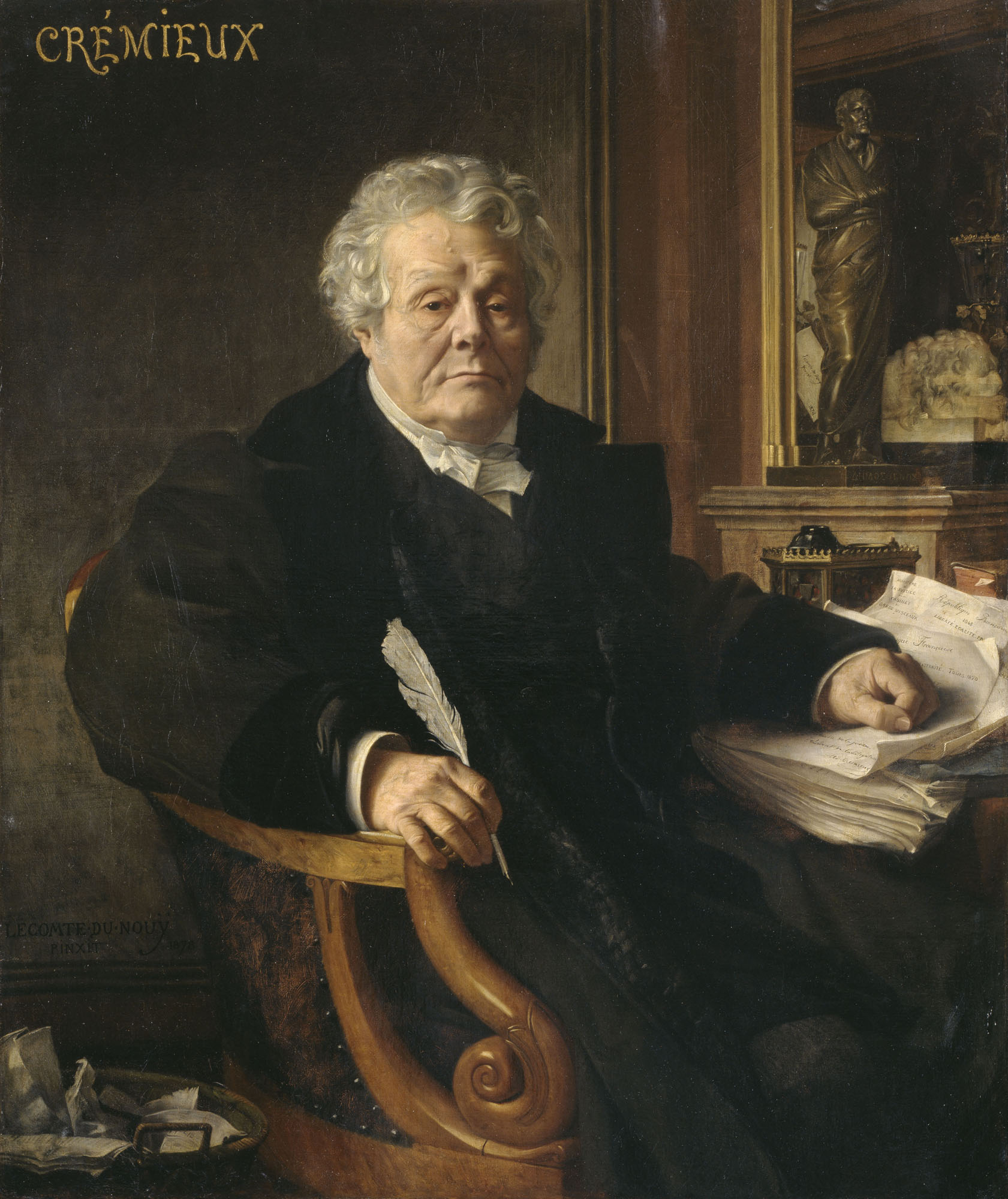
Portret van Adolphe Crémieux, 1878 (Musée d'Art et d'Histoire du Judaïsme)
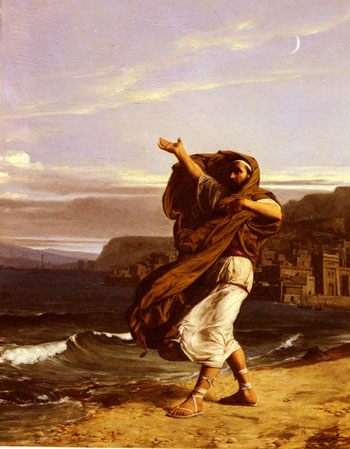
Démosthène s'exerçant à la parole (Demosthenes oefent zich in de rede).